# Y soñará/Cantar una canción
«Y soñará/Cantar una canción» es un doble sencillo del cantautor español José Luis Perales del álbum Entre el agua y el fuego. Fue lanzado en 1982, por la discográfica Hispavox (completamente absorbida por EMI en 1985), siendo Danilo Vaona y Rafael Trabucchelli† los directores de producción.

## Lista de canciones
| Lado A |            |          |  |
| N.º    | Título     | Duración |  |
| 1.     | «Y soñará» |          |  |

| Lado B |                      |          |  |
| N.º    | Título               | Duración |  |
| 1.     | «Cantar una canción» |          |  |

## Créditos y personal

### Músicos
- Arreglos: Danilo Vaona, Rafael Trabucchelli† y Antonio Serrano

### Personal de grabación y posproducción
- Todas las canciones compuestas por José Luis Perales
- Producción: Hispavox
- Realización y dirección: Danilo Vaona y Rafael Trabucchelli†
- Diseño: Carlos Eguiguren
- Ingeniero de sonido: José María Díez

### Créditos y personal
- «DISCOGRAFÍA - ENTRE EL AGUA Y EL FUEGO». joseluisperales.net. 2012. Archivado desde el original el 26 de abril de 2012. Consultado el 15 de enero de 2013.

- Datos: Q16648603